# Szalom Kramer
Szalom Kramer, hebr. שלום קרמר (ur. 31 maja 1912 w Sanoku, zm. 3 października 1978 w Izraelu) – izraelski eseista, redaktor, krytyk literacki.

## Życiorys
Urodził się w 1912 w Sanoku. Był synem Salomona (Szlomo) Kramera, prowadzącego w Sanoku fabrykę octu, soków i przetworów owocowych „Eska” przy ulicy Ogrodowej 17 w dzielnicy Błonie, członka stowarzyszenia kupców w Sanoku, a także działacza ruchu Mizrachi.
Uczęszczał do chederu oraz do polskiej szkoły. Od 1925 do 1931 kształcił się w seminarium rabinackim w Warszawie uzyskując tytuł rabina. Studiował w Warszawie oraz od 1932 do 1933 studiował na Wydziale Prawa Uniwersytetu Jana Kazimierza we Lwowie. W 1934 wyemigrował do Palestyny. Ukończył studia na Uniwersytecie Hebrajskim w Jerozolimie. pracował jako redaktor w dzienniku „Daver”. Podczas II wojny światowej od 1942 do 1944 służył w szeregach armii brytyjskiej. Podczas Holocaustu śmierć ponieśli jego ojciec, siostra, brat. Po powrocie osiadł w Kirjat Chajjim na przedmieściach Hajfy, gdzie był nauczycielem, później od 1953 w Jerozolimie. Od 1955 do śmierci był jednym z dwóch wykładowców literatury w uczelni Davida Yellina w Jerozolimie. Publikował tomy szkiców, portretów literackich i przekładów, pisał eseje. W 1970 otrzymał nagrodę Wallenrod w „Moznayim”. Zmarł w 1978.